# Операция «Прожектор»
Операция «Прожектор» — кодовое название операции Вооружённых сил Пакистана по превентивному удару по отрядам бангладешских повстанцев Мукти-бахини. Бои сопровождались крайней жестокостью пакистанских солдат по отношению к мирному населению провинции.

## Ход событий

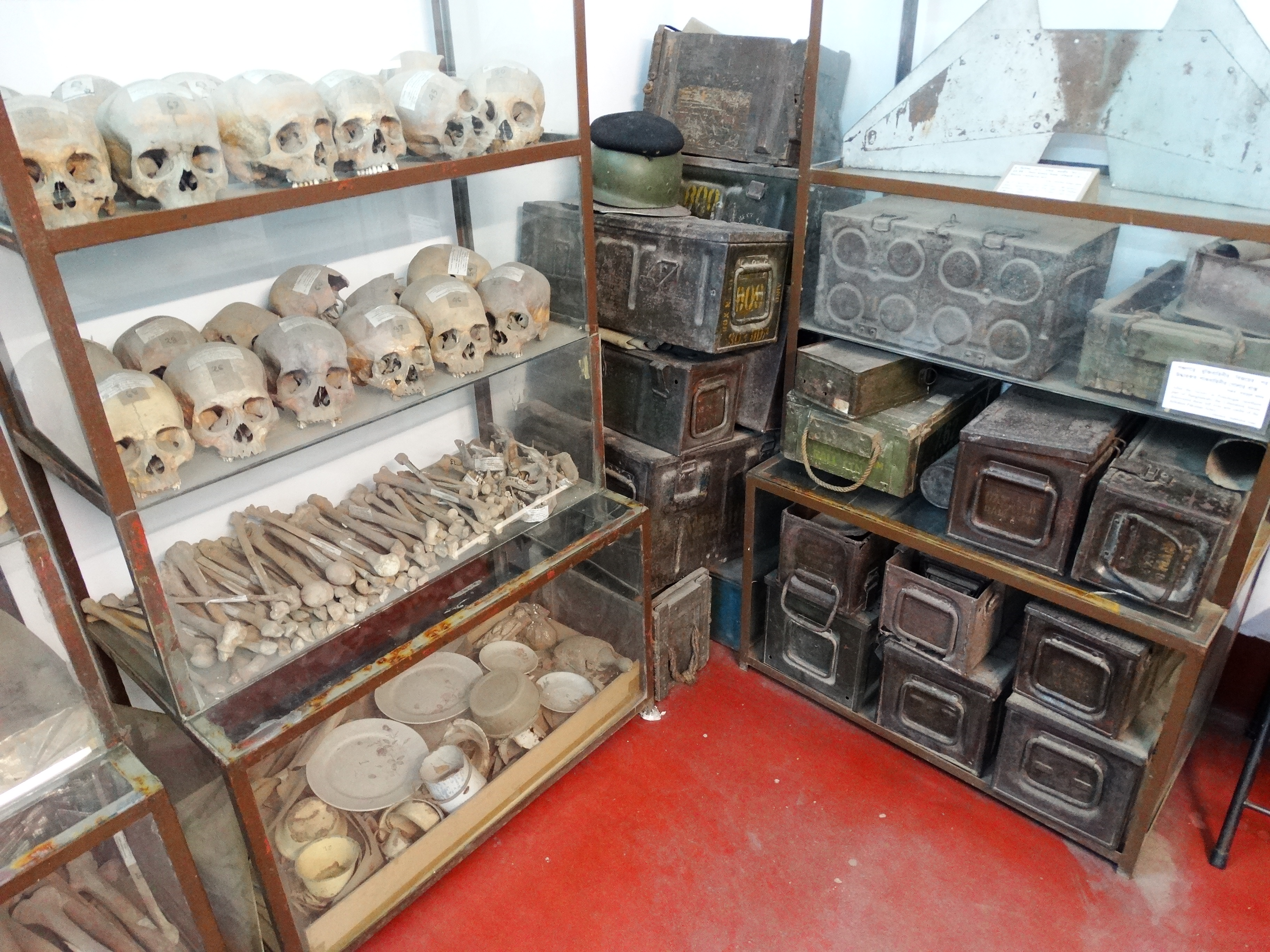

Ночью 25 марта 1971 года началось широкомасштабное наступление пакистанской армии. Идея начать эту операцию принадлежала нескольким генералам, они решили таким образом положить конец массовым демонстрациям в Восточном Пакистане (которые не прекращались с 21 февраля 1971 года). Эта военная акция изначально была направлена в отношении гражданского населения провинции, её целью было уничтожить как можно больше протестующих, чтобы запугать всех оставшихся в живых.
План операции был составлен в марте 1971 года генерал-майорами Хадимом Хусейном Реза и Рао Фарманом Али. Старшие пакистанские офицеры в Восточном Пакистане (губернатор провинции Сахабзада Якуб-Хан и вице-губернатор Саед Мохаммад Ахсан) отказались участвовать в резне мирного населения и были отстранены со своих постов. Вместо них президент Пакистана Яхья Хан назначил генерал-лейтенанта Тикку Хана губернатором Восточного Пакистана.
Пакистанский генералитет принял во внимание, что бенгальские офицеры и солдаты военизированных подразделений наверняка поднимут бунт в самом начале операции. Чтобы минимизировать этот риск, было предложено разоружить все бенгальские вооружённые формирования, включая полицию, во время визита президента Яхья Хана. Согласно этому плану тысячи разоруженных сотрудников местной полиции должны были быть расстреляны в Дакке пакистанскими армейскими подразделениями. Однако генерал Хамид возражал против немедленного снятия регулярных бенгальских армейских частей, но поддержал разоружение Бангладешских стрелков, полиции и других местных военизированных формирований. Днём 25 марта несколько пакистанских генералов посетили основные военные гарнизоны на вертолётах и лично проинформировали командиров гарнизонов о планах наступления. Генерал Миттха взял на себя командование пакистанскими коммандос. Спецназовцы сыграли ключевую роль в аресте Муджибура Рахмана.
Операция находилась в режиме экстремальной секретности, всего несколько младших офицеров узнали о плане заранее из-за служебной необходимости. Некоторые бенгальские офицеры стали с подозрением относиться к брифингам пакистанских коллег из Западного Пакистана. Как показало время, некоторые из бенгальских офицеров, заподозрив неладное, начали восстание сразу после начала операции «Прожектор».
Операция началась в ночь на 25 марта 1971 года в Дакке и других крупных городах. Генерал Фарман Али командовал наступлением войск в Дакке, в то время как зачистка одноимённой области проводилась под командованием генерала Хадима. Генерал-лейтенант Тикка Хан и его помощники находились в 31-м полевом командном центре, чтобы координировать наступление и поддерживать командный состав 14-й дивизии в гарнизоне Дакки. До перелёта из Дакки в Карачи, Зульфикар Али Бхутто находился в штабе Тикки Хана внутри гарнизона. Наблюдая за бойней под названием операция «Прожектор», Зульфикар Али попросил Тикку Хана дать ему солдат для сопровождения в Дакку, чтобы самому посмотреть на происходящее в городе. Генерал Тикка без объяснения причин отказал Зульфикару.